# Ponte Atlantico
Il Ponte Atlantico (in spagnolo: Puente Atlántico) è un ponte strallato che attraversa il Canale di Panama nei pressi di Colón. Si tratta del terzo ponte in ordine di tempo ad attraversare il canale, il primo posto sul lato atlantico.

## Storia
La costruzione del ponte si rese necessaria nei primi anni Duemila per supportare la crescita economica del lato atlantico del canale, meno sviluppato rispetto a quello pacifico. Nell'ottobre 2012 l'Autorità del canale di Panama ha affidato i lavori di costruzione al gruppo francese Vinci, su progetto realizzato dalla cinese China Communications Construction Company. La costruzione del ponte, cominciata nel gennaio 2013, si è conclusa nel 2019. L'inaugurazione, avvenuta il 2 agosto 2019 ha visto la partecipazione del presidente di Panama, Laurentino Cortizo.

## Descrizione
Si tratta di un ponte strallato lungo complessivamente 2820 metri con una luce massima di 530 m. L'altezza del piano stradale, di 75 sopra il livello dell'acqua, consente il passaggio delle navi di taglia Panamax; l'altezza dei piloni misura invece 212,5 metri. Il ponte è adibito al traffico automobilistico e non è previsto il pedaggio.